# وست یارماوت (ماساچوست)
وست یارماوت (به انگلیسی: West Yarmouth) یک منطقهٔ مسکونی در ایالات متحده آمریکا است که در شهرستان برنستبل، ماساچوست واقع شده‌است. وست یارماوت ۲۳٫۶ کیلومتر مربع مساحت و ۶٬۰۱۲ نفر جمعیت دارد و ۶ متر بالاتر از سطح دریا واقع شده‌است.